# Gregori Chmara
Gregori Chmara (29 de julio de 1878 - 3 de febrero de 1970) fue un actor y director teatral y cinematográfico ruso.

## Biografía
Su verdadero nombre era Grigorij Michailowitsch Chmara, y nació en Poltava, Imperio ruso, en la actual Ucrania. De origen georgiano, Gregori Chmara fue alumno de Constantin Stanislavski. Inició su carrera teatral en 1910 en el Teatro de Arte de Moscú y actuó junto a Olga Knipper, esposa de Chéjov. Su debut en el cine llegó en 1915 con el film Sverchok na pechi, actuando después en diversas cintas rusas, interpretando el papel principal de Rodion Raskolnikow. En 1929 fue protagonista de la película polaca Mocny czlowick.
En 1919 emigró a Alemania, y actuó en el teatro bajo la dirección de Max Reinhardt. En 1935 se instaló en París, tras viajar por los Estados Unidos. En Francia trabajó como intérprete teatral y cinematográfico, además de cantar y tocar la guitarra en cabarets.
Gregori Chmara falleció en París, Francia, en 1970.

## Selección de su filmografía
- 1923: I.N.R.I., de Robert Wiene
- 1925: Bajo la máscara del placer, de Georg Wilhelm Pabst
- 1948: Mademoiselle s'amuse, de Jean Boyer
- 1949: Dernière heure, édition spéciale, de Maurice de Canonge
- 1949: Mission à Tanger, de André Hunebelle
- 1951: Les Mains sales, de Fernand Rivers y Simone Berriau
- 1955: Les Chiffonniers d'Emmaüs, de Robert Darène
- 1956: Mannequins de Paris, de André Hunebelle
- 1958: Les femmes sont marrantes,  de André Hunebelle
- 1956: Elena et les Hommes, de Jean Renoir
- 1957: Les Fanatiques, de Alex Joffé
- 1959: Mon pote le gitan, de François Gir
- 1962: Arsène Lupin contre Arsène Lupin, de Édouard Molinaro
- 1963: La Belle Vie, de Robert Enrico
- 1969: Paris n'existe pas, de Robert Benayoun

## Teatro

### Director de escena
- 1953: El mercader de Venecia, de William Shakespeare, Teatro des Noctambules[7]
- 1954: El mercader de Venecia, de William Shakespeare, Teatro de Poche Montparnasse
- 1958: Le Charme slave, de Véra Volmane, Comédie de Paris[8]
- 1958: Humillados y ofendidos, de Fiódor Dostoyevski.,[9] Nouveau Théâtre de Poche[10]
- 1959: Les Petits Bourgeois, de Máximo Gorki, Teatro de l'Œuvre
- 1959: Créanciers, de August Strindberg, Teatro de Poche Montparnasse
- 1960: Duel, de Véra Volmane[9]
- 1960: La Ligne de sang, de Paul Arnold. Teatro de la Alliance française
- 1970: Spectacle August Strindberg (con las piezas Premier avertissement y Amour maternel[11])[12]

### Actor
- 1944: Un ami viendra ce soir, de Jacques Companeez. Escenografía de Jean Wall[9]
- 1951: Nausicaa du Mackenzie, de Georges Arest. Escenografía de Tania Balachova[9]
- 1955: Les Poissons d'or, de René Aubert. Escenografía de André Villiers[9]
- 1967: La Sonate des spectres, de August Strindberg. Escenografía de Jean Gillibert[9]